# Алфёровка (Воронежская область)
Алфёровка — село в Новохопёрском районе Воронежской области России. Входит в состав городского поселения Новохопёрск.

## История поселения
Воронежские Епархиальные ведомости за 1891 год, неофициальная часть, номер 14.
Вот как описывается история основания и, возникновение названия села Алферовка Новохопёрского района, Воронежской области, священником И. Долгополовым в своих воспоминаниях: Слобода Алферовка располагается на правом, отлогом берегу реки Хопёр, в 15 верстах от уездного города Новохопёрск, в 35 верстах от Грязе-Царицинской железной дороги, между слободами Красное и Желновка (Нижний Карачан). Некогда место это принадлежало г. Шемякину, затем в качестве приданного переходило из рук в руки его родственникам. И в середине XIX века перешло во владение князю Долгорукому. Это считается самым благоприятным во всех отношениях временем существования слободы. В живописном месте располагались винокуренный завод, мастерские, хорошо устроенная школа. Жизнь сельчан протекала весело и безбедно. С переходом имения Долгорукого в управление удельному ведомству, жизнь местного населения значительно ухудшилась. Крестьяне не могли уже свободно пользоваться для своих нужд ни лесом в изобилии окружавшим территорию, ни ресурсами реки Хопёр. Шутя жители говаривали даже, что и дорога к церкви как бы не перестала быть доступной и не предложено было бы, во избежание территориальных недоразумений, пользоваться аэростатом для посещения храма! Однако, в качестве утешения, мирянам доступны остались две местные достопримечательности: 1). Это гора в северо-восточной стороне слободы, в виде усечённого конуса площадью 8 десятин с интересным названием «Сиянь». С этой горы открываются куда как великолепные, достойные кисти художника виды и ландшафты. Внизу, у подножия горы располагается и сама Алферовка, представляющая собой сплошной сад, с правильными дорожками, с массой беседок и площадок. 2). Со второй достопримечательностью связывается непосредственное название слободы и её историческое прошлое. На восточном склоне горы Сияни, в чаще леса, растёт величавый древний дуб. Рядом с дубом небольшая площадка с «компличкою». Это место охраняется местными жителями и весьма почитается. Каждый год в праздник Вознесения Господня, к месту этому совершается крестный ход. По преданию местных жителей здесь погребено тело затворника Елевферия. Событие это проводится в величественной обстановке, с пением панихид, устраиванием обедов и обильных угощений. Множество костров, пылающих в лесу и ещё большее стечение богомольцев, ряды горящих свечей. И вот что рассказывают местные старики. Когда то, на месте где теперь слобода, был непроходимый лес. Но уже и тогда здесь обживались люди. Это место избрал, для своей подвижнической жизни, благочестивый муж Елевферий. Старец жил в пещере весьма уединённо, стараясь оставаться в покое и без всяческого общения. Местность эта со временем, всё больше населялась людьми и на месте нынешнего села, образовался небольшой хутор. Жителям стало известно и о старце Елевферии. Однако, отдавая дань уважения подвижнику, никто его не беспокоил и даже не видел его. В полторы версты от горы Сияни, жители проложили дорожку к реке Хопёр, для пользования водой. К дорожке той примыкала и тропинка от пещеры Елевферия. Будучи уже старым, Елевферий не мог кормиться возделыванием земли и пропитание своё добывал тем, что плёл корзины и мастерил деревянные крестики. Работал ночами, а утром выкладывал свои поделки на тропинку. Проходящие за водой люди забирали поделки и на их месте оставляли хлеба. Народ привык к такому соседству и даже стал почитать старца своим покровителем, несмотря на то, что так никто его и не мог видеть. Но, шло время и на тропинке перестали появляться корзины и крестики. Пришедшие к пещере люди, обнаружили на месте только свеженасыпанный холмик у дуба. Помолившись о преставлении души усопшего раба Божия Елевферия, люди устроили здесь «компличку» и с того времени могила эта стала служить местом ежегодной общественной молитвы, а село стали называть в честь затворника, Елевферьевкой. На малороссийском диалекте звучит как Алферовка. С течением времени жители устроили в селе своём храм, во имя Св. Николая Чудотворца, который впоследствии сгорел, но на его месте выстроили новый в 1787 году, в честь того же святого. Помимо ежегодного почитания памяти Елевферия, в день Вознесения Господня, в каждой грамотке (поминовении), первым об упокоении записан блаженный Елевферий. К слову следует упомянуть, «компличка» происходит от каплица, то есть небольшая часовня или божница, уменьшительно ласкательно капличка, ну а на донском наречии компличка.

## Население
| 1859 | 1897  | 2010 |
| ---- | ----- | ---- |
| 4277 | ↘3671 | ↘713 |

## Инфраструктура
В Алфёровке находится «Новохопёрский психоневрологический интернат». Также имеются средняя школа, библиотека, Дом культуры, фельдшерско-акушерский пункт, почтовое отделение.
Уличная сеть
- ул. Искровская
- ул. Молодёжная
- ул. Первомайская
- ул. Победы
- ул. Речная
- ул. Центральная

## Русская православная церковь
Церковь Николая Чудотворца.